# Earl Aycock
Earl Aycock (* 1. November 1930 in Meridian, Mississippi; † 18. Oktober 2001) war ein US-amerikanischer Country- und Rockabilly-Musiker sowie Disc Jockey. Aycock erlangte als Mitglied des Duos George and Earl Bekanntheit.

## Leben
Earl Aycock wurde in der Heimatstadt des „Father of Country Music“ Jimmie Rodgers geboren. Seine Karriere startete Aycock als Disc Jockey eines lokalen Radiosenders. Bevor er 1951 zur US Air Force ging, spielte er in Bill Nettles’ Band Bass. Mit Nettles machte er Aycock auch seine ersten Aufnahmen, als er auf dessen berühmten Hadacol Boogie mitspielte.
Nachdem Aycock aus der Air Force entlassen worden war, kehrte er nach Meridian zurück. 1954 spielte er Martha Carson in Birmingham, Alabama, vor und wurde kurz danach aufgenommen. Schnell fand Aycock sich in Nashville, Tennessee, wieder, wo er Carson bei Sessions für Capitol Records und RCA Victor begleitete, mit ihr in der Grand Ole Opry auftrat und auf Tourneen mit Bill Carlisle, Hank Snow und Elvis Presley die Funktion des Emcees übernahm. Aycock war auch der erste Musiker, der 1955 in der Opry einen elektrisch verstärkten Bass einsetzte.
In Martha Carsons Band spielte auch ein anderer junge Musiker namens George McCormick mit. Bald freundete Aycock sich mit McCormick an und die beiden gründeten das Duo George and Earl. Bis 1956 nahmen beide Musiker für Mercury Records Singles auf, die alle aber keine Hits wurden, trotz vielversprechender Verkaufszahlen. Nach Erscheinen ihrer letzten Platte im April 1956 verließ Aycock Nashville und verlagerte seine Arbeit nach Houston, Texas, wo er bereits 1955 mit seiner Frau hingezogen war.
In Houston hatte er ein lukratives Angebot bekommen und war als Frontmann einer eigenen Band sowie als Disc Jockey aktiv. 1957 arbeitete er auch für Starday Records’ Hillbilly Hit Parade. Im Frühjahr 1958 erschien bei Allstar Records seine erste Solo-Single The Love That Thrills / Magic Words. Ende der 1950er-Jahre brachte er Bill Willbourne zu D Records und schrieb auch für Claude Gray Letter Overdue. 1958 zog Aycock zurück nach Meridian, arbeitete bis 1959 aber auch weiterhin bei KRCT in Baytown, Texas.
In Meridian arbeitete Aycock in den 1960er-Jahren weiterhin bei Radio und Fernsehen, bevor er die Musikszene verließ und ins Versicherungsgeschäft ging.

## Diskografie
| 1958                    | The Love That Thrills / Magic Words             | Allstar 7164 |
|                         | - I’m Coming Home                               | Dixie 520    |
| Unveröffentlichte Titel |                                                 |              |
|                         | - All I Have To Do Is Dream (mit Sleepy LaBeef) |              |